# قائمة الدراجين
هذه قائمة غير مكتملة لمحترفي سباق الدراجات الهوائية مرتبة أبجديا حسب العقد الذي فازوا فيه أول سباق رائد.
|  |

## الدراجون حسب العقد

### قبل عقد 1880
- أدولف كليمنت (1855–1928)
- جيمس مور (دراج)

### عقد 1880
- سير فرانك بودين [الإنجليزية]
- توماس ستيفنز (دراج)
- ألفريد تايبر  [الإنجليزية]

### عقد 1890
- جورجيوس اسبيوتيس  [الإنجليزية]
- إدوارد باتل
- هيلين دوتريو
- ليون فلمينج
- أوقست فون جودريش
- بيرت هاريس
- ميلتياديس آيترو
- جورجيوس كوليتيس
- أريستيديس كونستانتيندس
- كونستانتين كونستانتين
- دورا رينيهارت  [الإنجليزية]
- مارشال تايلور
- فرانك إي يفر

### عقد 1900
- Fernand Augereau
- Maurice Bardonneau
- ألويس كاتاو  [الإنجليزية]
- هنري كورنيه
- فرانسوا فابر
- كارلو جالتي
- لويجي جانا
- موريس غارين
- غوستاف جاريجو
- ادمون لوغويت
- ماري مارفينغت
- جورج باسيري
- إرنست باين
- لوسيان بوتي-بريتون
- لوسيان بوذير
- رينيه بوتيه
- لويس تروسسلير
- فرناند فاست

### عقد 1910
- Jean Alavoine
- مارسيل بويس
- أوجين كريستوف
- أوسكار إيج
- فريدي جروب
- فيرمين لامبوت
- رودولف «أوكي» لويس
- هنري باليسر
- كارل شوت

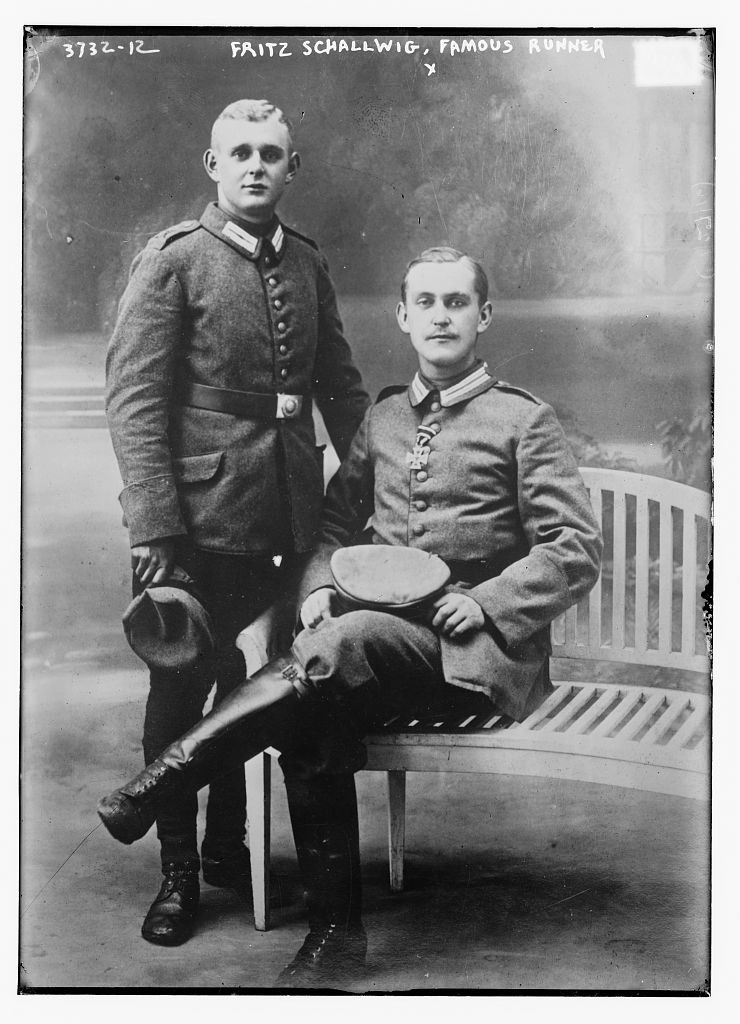
الدراج الألماني فريتز سكالويج في 1915-1916

- فريتز سكالويج (1890-1916)، was a champion German cyclist. He was born on May 7، 1890 in Spandau in Berlin، Germany and was killed in World War I.
- فيليب تيس

### عقد 1920
- أونوريه بارتيليمي
- ألفريدو بيندا
- Ottavio Bottecchia
- لوسيان بويس
- جيوفاني برونيرو
- Tullio Campagnolo
- فرناند كانتيلوبي
- غوستا كارلسون
- مايكل كولينز (سياسي أيرلندي)
- موريس دي وايل
- نيكولا فرانتز
- كوستانتي جيراردينجو
- رينيه هامل
- Henrik Hansen (cyclist)
- Hector Heusghem
- هنري هويفينارس
- هنري باليسر
- ليون سيور
- Félix Sellier
- فرانك ساوثول
- هاري ستينقفيست
- Alfonsina Strada

### عقد 1930
- Leo Amberg
- جينو بارتلي
- Bernhard Britz
- Francesco Camusso
- Victor Cosson
- Jef Demuysere
- Learco Guerra
- تشارلز هولاند (دراج)
- روجيه لابيبي
- Andre Leducq
- Romain Maes
- Silvere Maes
- ليونارد مافيي  [لغات أخرى]‏
- Antonin Magne
- Giuseppe Martano
- Ambrogio Morelli
- Attilo Pavesi
- Antonio Pesenti
- Guglielmo Segato
- Georges Speicher
- Kurt Stöpel
- Felicien Vervaecke
- Mario Vicini
- Lucien Vlaemynck

### عقد 1940
- جينو بارتلي
- بيير برامبيا
- فاوسطو كوبي
- Edouard Fachleitner
- Guy Lapébie
- فيورنزو ماغني
- أندريه ماهي
- جاك مارينيللي
- جان روبك
- بريك سكوت
- Gerrit Voorting

### عقد 1950
- فيديريكو باهامونتيس
- إركولي بالديني
- ليسون بوبيت
- Ray Booty
- فاوسطو كوبي
- فيم فان إست
- شارلي جاول
- Raphaël Géminiani
- هوغو كوبلت
- فرديناند كوبلر
- Lucien Lazarides
- فيورنزو ماغني
- ستان أوكيرس
- Gerrit Voorting
- روجر والكووياك

### عقد 1960
- لوسيان إيمار
- جاك أنكيتيل
- بريل بيرتون
- إيفرت دولمان
- شيموس إليوت
- فيليتشي جيموندي
- باري هوبان
- يان يانسين
- جان ماري لوبلان
- رايمون بوليدور
- توم سيمبسون
- مايكل رايت
- Bart Zoet

### عقد 1970
- Alf Engers
- إريك دي فلامنك
- روجر دي فلايمينك
- غاري فيشر (دراج)
- سيريل جويمارت
- بيرنار إينو
- جون هوارد (لاعب دوري الرغبي)
- فريدي مارتينس
- إيدي ميركس
- فرانشيسكو موزر
- والتر بلانكايرت
- يان راس
- مارتين اميليو رودريغيز
- برنارد تيفينيه
- لوسيان فان يمبي

### عقد 1980
- فرانكي اندرو
- بيدرو ديلغادو
- لوران فنون
- Todd Gogulski
- أندي هامبستن
- لويس إيريرا
- شون كيلي (دراج)
- جريج لوموند
- جيني لونغو
- Bob Mionske
- فرانشيسكو موزر
- فابيو بارا
- ديفيس فيني
- والتر بلانكايرت
- ستيفن روش
- Bob Roll
- جوزيبي ساروني
- ريبيكا تويج
- Eric Vanderaerden

### عقد 1990
- Djamolidine Abdoujaparov
- Niki Aebersold
- فرانكي اندرو
- لانس آرمسترونج
- ميشيل بارتولي
- خوسيبا بيلوكي
- كريس بوردمان
- Johan Bruyneel
- فرانشيسكو كاساجراندي
- Fabio Casartelli
- أنخيل كاسيرو
- ماريو تشيبوليني
- لودو ديركسينس
- فرناندو إسكارتن
- Niki Gudex
- تايلر هاميلتون
- روجر هاموند
- جورج هينكابي
- تريستان هوفمان
- ميغيل إندوراين
- لوران جالابير
- كيفين ليفينجستون
- أولاف لودفيغ
- Bob Mionske
- كريستوف مورو
- Graeme Obree
- أبراهام أولانو
- ماركو بانتاني
- بيارني ريس
- Fred Rompelberg
- Marco Serpellini
- Marla Streb
- رولف سورينسن
- أندريا تافي (دراج)
- بافل تونكوف
- ريبيكا تويج
- يان أولريش
- كاثي وات
- Diana Žiliūtė

### عقد 2000
- كريستين ارمسترونغ
- لانس آرمسترونج
- جوديث أرندت
- ديدي باري
- إيفان باسو
- مارك بومونت
- Lyne Bessette
- باولو بتيني
- مايكل بوجيرد
- توم بونن
- سانتياجو بوتيرو
- فابيان كانسيليرا
- سارة كاريجان**
- مارك كافنديش
- ألبيرتو كونتادور
- نيكول كوك
- Katheryn Curi
- Gunn-Rita Dahle
- توم دانيلسون
- مايك داي
- إيلين فان دايك (NED)، multiple road and track world champion
- اليكس داوست
- أليسون دونلاب
- Chris Eatough
- كاديل إفانز
- Niki Gudex
- ليز هاتش
- جورج هينكابي
- كريس هورنر
- كريس هوي
- تور هوسهوفد
- تيموثي جونز (لاعب هوكي جليد)
- بوبي جوليك
- جيل كينتنر
- أندرياس كلودن
- فلويد لانديس
- ليفي ليفيمير
- Danny MacAskill
- أكسل ميركس
- Rune Monstad
- يوهان موسيو
- Andris Nauduzas
- Adrien Niyonshuti
- ستيوارت اوغرادي
- Joseph M. Papp
- فيكتوريا بندلتون
- تايلور فيني
- جيريمي باورز
- جيني ريد
- مارك رينشو
- دوني روبنسون
- أندي شليك
- فرانك شليك
- Alexandre Shefer
- Marla Streb
- جيرانت توماس
- يان أولريش
- سارة أولمر
- ريغوبيرتو أوران
- أليخاندرو بالبيردي
- تجي فان جارد إرين
- Jonathan Vaughters
- أليكساندر فينوكوروف
- ريتشارد فيرينك
- ينس فويجت
- ماريان فوس
- Sam Whittingham
- إريك تسابل
- ديفيد زابريسكي
- ليونتين فان مورسل
- غرانت بوتر  [لغات أخرى]‏